# Mariano Espinosa Aroca
Mariano Espinosa Aroca (El Palmar-Murcia, 24 de agosto de 1933-Bilbao, 25 de abril de 2017) fue un médico internista, pediatra, especialista en Medicina Sofrológica y escritor, dedicado al ejercicio libre de la profesión, destacado por su adaptación de las técnicas de Sofronización y en particular la Relajación Dinámica de Caycedo a la Pediatría y a la Medicina e Higiene Escolar.
Especialista en medicina sofrológica entrenó y preparó a deportistas profesionales de alta competición, como el ciclista Pedro Delgado, la tenista Mary Joe Fernández, o el jinete Cayetano Martínez de Irujo, entre otros.

## Biografía
Hijo del Dr. D. Mariano Espinosa Almela, ginecólogo que ejerció su profesión en la pedanía de El Palmar, Murcia, en donde tiene una calle dedicada a su nombre (calle Doctor Mariano Espinosa, El Palmar 30120), y de D.ª Remedios Aroca Martínez. Perteneciente a una saga de médicos, ya que su abuelo también lo fue.
Estudió el bachiller en el colegio de los Maristas de Murcia, hasta que marchó a Madrid para cursar la carrera de Medicina.
Inició su vocación hacia la Medicina junto al que consideró el mejor de sus maestros, su padre: médico-obstetra que muere joven al aplicar uno de tantos fórceps “a domicilio”, final casi lógico dentro del dramatismo de una heroica medicina rural. Circunstancia que marcará en él su inquietud, evolución y encuentro con una medicina más humana.
Realizó, en un principio, sus estudios universitarios en la Facultad de Medicina y Cirugía de San Carlos, sede actual del Ilustre Colegio Oficial de Médicos de Madrid (ICOMEM), en la calle Santa Isabel n.º 51, para terminar los mismos en la Facultad de Medicina en la Universidad Complutense, obteniendo la Licenciatura en Medicina y Cirugía en 1958 y el Título de Pediatría Puericultor en 1960, en el ámbito de la misma, formándose desde ese instante en el amplio campo de la Medicina Interna, tanto del niño como del adulto, disciplinas que desarrolló con las teorías y técnicas que le ofrecía la Sofrología Médica.
El 24 de febrero de 1960 se colegió en el Ilustre Colegio Oficial de Médicos de Madrid, ejerciendo la medicina privada como Internista y Pediatra, aplicando igualmente la Sofrología a ambas especialidades en dicha ciudad. En el año 2000, en el que se trasladó a Bilbao, se colegió también en el Ilustre Colegio de Médicos de Bizkaia, en donde se dedicó exclusivamente a la Medicina Sofrológica.

## Trayectoria
Comenzó los estudios de la Sofrología Médica en 1968, realizando los cursos de Grado Básico y Superior exigidos por la Escuela Internacional en Barcelona, dirigida por el Profesor Dr. D. Alfonso Caycedo Lozano, creador de la misma. Desde 1972 es responsable de la formación de profesionales de la medicina y la psicología de todo el mundo en sofrología, destacando además en sus trabajos e investigaciones en relación con la misma. Sus adaptaciones a la Medicina Interna y a la Pediatría de las distintas metodologías sofrológicas son paradigma del constante esfuerzo en dicho sentido. En conformidad con la primera estructuró una metodología de fácil acceso para el ser adulto, en razón a sus originales programas informativos y formativos, base del trabajo clínico que a diario realizaba. Concerniente a la segunda, fue capaz de hacer lo propio ante las dificultades que presenta el abordaje de la mente del niño por su carácter de normal inmadurez evolutiva. Uno de los lemas más habituales en sus cursos era: “Cuida tu cerebro, y tu cerebro cuidará de ti”. En 1973 es nombrado Coordinador General de la Escuela Internacional, llevando a la práctica las directrices marcadas por ella al coordinar la puesta en marcha e inauguración de sus Delegaciones Nacionales Latinoamericanas (Santo Domingo, Venezuela, Colombia, Brasil, Uruguay y Argentina), las Europeas (Portugal, Italia y Francia) y Departamentales de España (Madrid, Bilbao, Las Palmas, Logroño, Málaga, Murcia, Oviedo, Pamplona, Sevilla, Valencia, Valladolid y Zaragoza). En 1976 se le designa Vicepresidente del Consejo Internacional Permanente de Sofrología Médica, compartiendo dicho honor con el Dr. Courchet, de Francia. El Dr. Espinosa fue el fundador, creador, profesor y director de la Sección Española de la Escuela Internacional de Sofrología (SEEIS) con Sede Central en Madrid. A partir de 1998 crea Subsecciones integradas en la Central, con delegaciones repartidas por el territorio nacional (Barcelona, Madrid (3), Ciudad Real, Málaga, Castellón, Bilbao y Murcia). Fundó también, el Departamento de preparación sofrológica a la maternidad, participando en los cursos como docente. En el año 2000 traslada la Sede Central de la Escuela a Bilbao.
El profesor Espinosa, en su libro “Realidad de una Ciencia: Sofrología, Pasado y Presente. Volumen I.” Egraf S.A. 1983, define la Sofrología como “La ciencia, nacida dentro de la medicina, que cumple tres objetivos fundamentales: el estudio científico de la consciencia humana, la práctica de una disciplina existencial basada en una filosofía humanística y en el empleo de técnicas y métodos de entrenamiento de la personalidad y de una terapéutica”. Y prosigue “Las raíces que determinan su significado las encontramos en la terminología de la Grecia clásica y provienen en última instancia de: «SOS», ARMONÍA; «PHREN», MENTE; y «LOGOS», ESTUDIO. Sintetizando aún más, podemos reducir todo lo dicho a la esencia última que la Sofrología persigue en sus propios fundamentos y técnicas: El estudio científico y desarrollo metódico de la consciencia humana en armonía.”

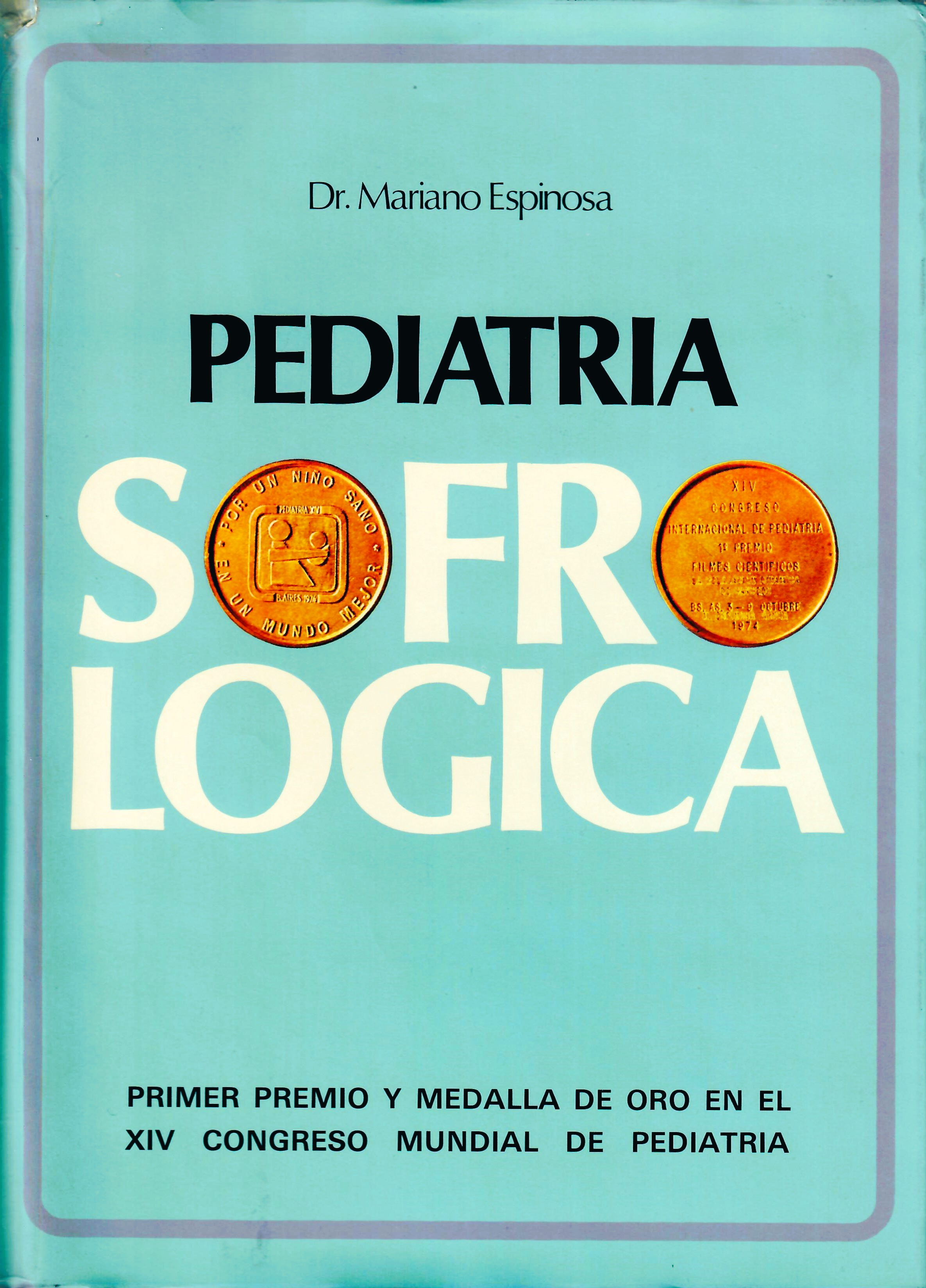
Portada del libro PEDIATRÍA SOFROLÓGICA (1977).

Desde sus mismos comienzos sofrológicos inició la investigación sobre cómo poder adaptar las técnicas de sofronización y en particular la Relajación Dinámica de Caycedo a la Pediatría y a la Medicina e Higiene Escolar. Los avances de sus trabajos, los va exponiendo en distintos congresos, simposios y reuniones científicas pediátricas y sofrológicas, tanto a nivel nacional como internacional. En octubre de 1974, finalizada la primera fase adaptativa, participa con sus conclusiones en el XIV Congreso Mundial de Pediatría, celebrado en la ciudad de Buenos Aires, viendo coronados sus esfuerzos al obtener, para la Pediatría y Sofrología Médica españolas, el primer premio y medalla de oro del magno certamen, bajo el hermoso y noble slogan “Por un niño sano en un mundo mejor”. Su libro “Pediatría Sofrológica” Egraf S.A. 1977, refleja el fiel testimonio de su labor investigadora, y, quizás, la mejor valoración que de él puede hacerse, sea la gran sencillez y honradez científicas con que el autor trata el tema objeto principal del mismo: “La ayuda al niño a través del respeto y refuerzo de su consciencia, aportando un verdadero, práctico y resolutivo sistema de higiene mental”. El Dr. Espinosa, sin desestimar nada y a nadie, deja a un lado las “bellas teorías” para intentar bajar a la realidad de los fenómenos, tal como son y se nos presentan a la luz de la consciencia. Es a través de ese doble juego, de observación y respeto, por el que intenta el logro de una Pediatría Integral.
Dentro de su trayectoria profesional hay que resaltar su faceta de entrenador sofrológico con los atletas de alta competición, en la aplicación de las metodologías sofrológicas al área existencial, proyectadas al campo del olimpismo y al deporte profesional, como eficaz apoyo a los desarrollos técnicos de los programas de alto rendimiento que se ven obligados a enfrentar en sus permanentes intentos por superar marcas que, a priori, se les presentan, a sus consciencias, como metas casi inaccesibles. La Asociación de Deportes Olímpicos, ADO, le contrató durante los tres años previos a la Olimpiada de Barcelona en 1992, para entrenar y preparar sofrológicamente a siete de los equipos olímpicos españoles:

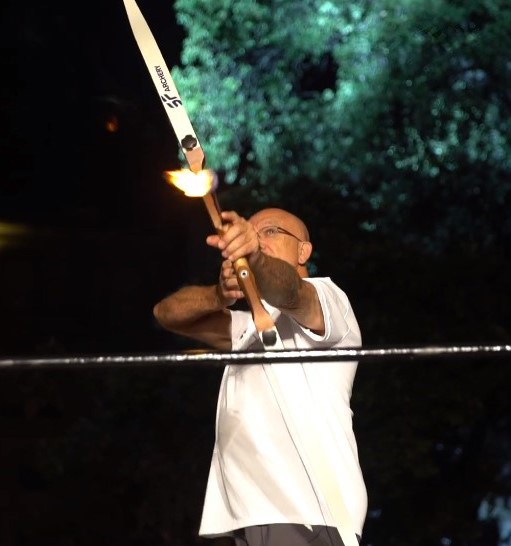
Antonio Rebollo, arquero paralímpico que encendió la llama olímpica en Barcelona 92

- Antonio Rebollo, arquero paralímpico que encendió la llama olímpica en Barcelona 92Tiro con arco, medalla de oro por equipos.[20][21]
- Hockey hierba femenino, medalla de oro.
- Natación.[22]
- Saltos de trampolín.
- Hípica. (Saltos, 4º puesto diploma olímpico, Concurso completo y Doma).
- Esgrima en sus tres modalidades: sable, florete y espada.
- Tiro olímpico (Pistola Aire y Deportiva).
- Aunque la ADO no se lo encargó, el Dr. Mariano Espinosa entrenó también a Antonio Rebollo, arquero componente del Equipo Nacional y Equipo Paralímpico de Tiro con Arco, que fue el designado para el encendido del pebetero en la jornada inaugural en el Estadio Olímpico de Montjuic, el 25 de julio de 1992.[23][24]

Esta faceta de entrenador sofrológico con los componentes de los equipos nacionales españoles y los profesionales de élite, lo realizó con anterioridad y posteridad a la Olimpiada de Barcelona; entre los diferentes deportes podemos destacar a los siguientes deportistas:

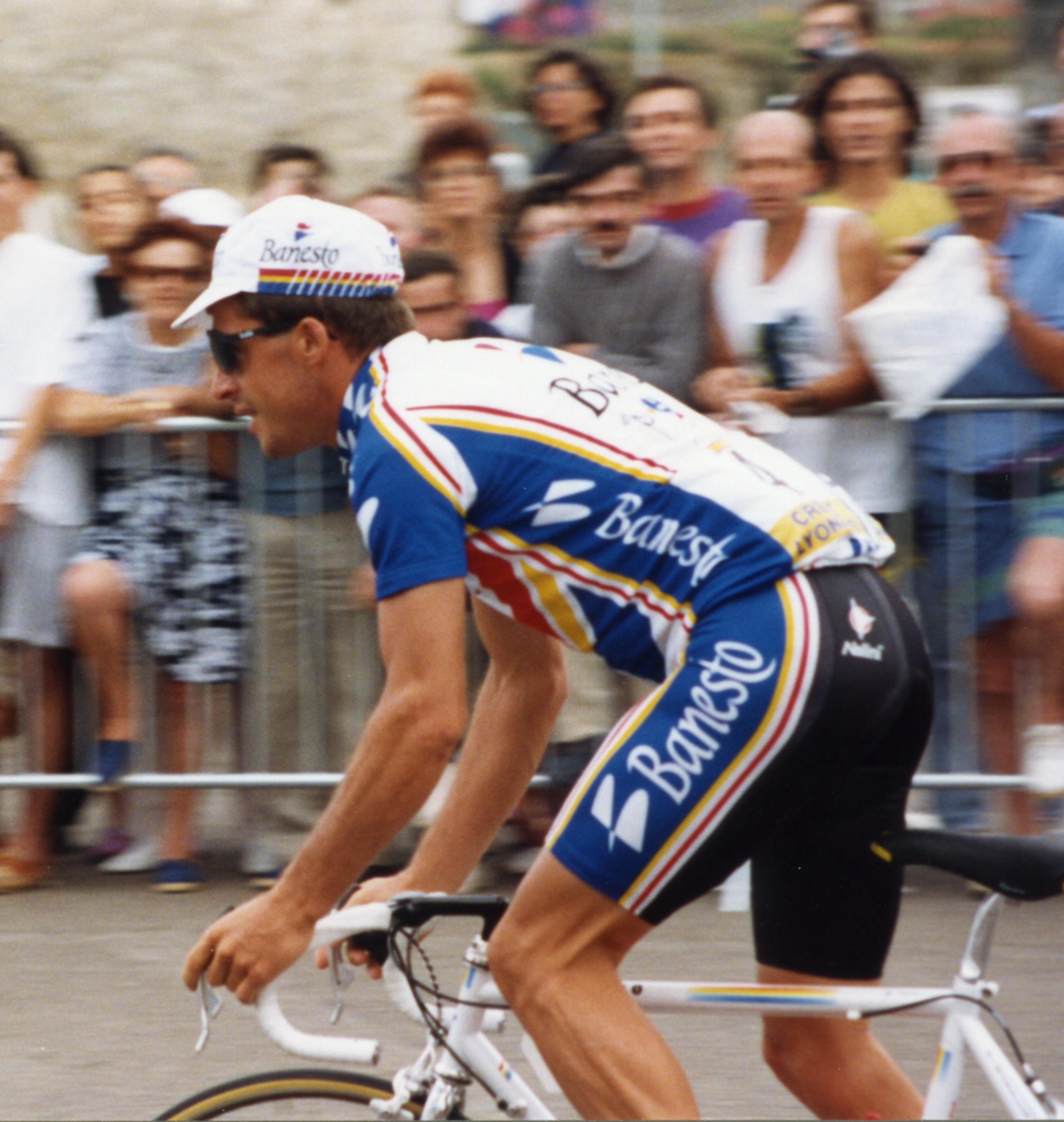
Pedro Delgado

- Pedro DelgadoCiclismo: Pedro Delgado, dos Vueltas a España (1985, 1989) y un Tour de Francia (1988).[25]

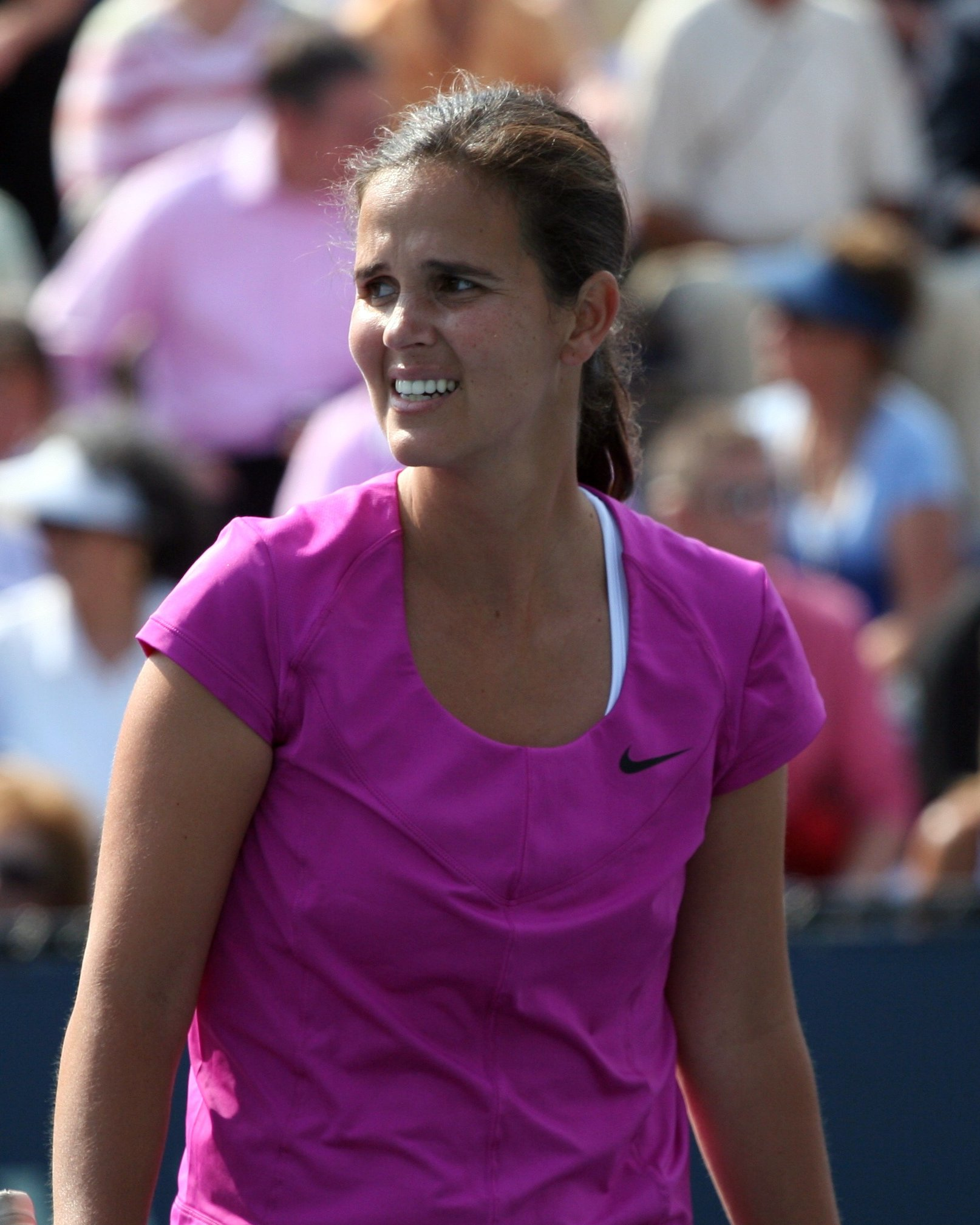
Mary Joe Fernández (2009)

- Tenis: Mary Joe Fernández, en individuales Torneo de Tokio (1990), finalista en el Abierto de Australia (1990, 1992) y Roland Garros (1993), semifinalista en Wimbledon (1991), y el Abierto de EE. UU. (1990, 1992) y medalla de Bronce en los Juegos Olímpicos de Barcelona (1992); en dobles Abierto de Australia (1991) y Roland Garros (1996), finalista en el Abierto de EE. UU. (1989), semifinalista en Wimbledon (1991, 1993) y medallas de Oro en las Olimpiadas de Barcelona (1992) y Atlanta (1996). Anabel Medina, en individuales tercera en Wimbledon (2006, 2008, 2009) y en el Abierto de EE. UU. (2005, 2007, 2011), cuarta en el Abierto de Australia (2002, 2009) y Roland Garros (2007); en dobles Roland Garros (2008, 2009), semifinalista en los Abiertos de Australia (2008) y EE. UU. (2008, 2012) y Wimbledon (2009) y medalla de Plata en los Juegos Olímpicos de Pekín (2008).
- Futbol: Rayo Vallecano, en su primer ascenso a Primera División (1976-77) con García Verdugo como entrenador.
- Equipo de Hípica: Saltos Olimpiada de Moscú (1980) y posteriores, Completo y Doma.
- Golf: Santiago Luna, Campeón de España (1988, 1990 y 1992),  Open de Madeira (1995)[26][27] y tres veces el Trofeo Hassan II (1998, 2002 y 2003).[28][29][30] Tania Abitbol, victorias en los Abiertos de Dinamarca (1989) y Singapur (1992), en el WPG European Tour Classic (1990) y en mixto, junto con José María Cañizares, en el Trofeo Benson & Hedges (1990). Itziar Elguezabal, Campeona de España Cadete, Junior y absoluto por equipos.
- Atletismo: Amaia Andrés Berakoetxea, Campeona de España 800 m en siete ocasiones.

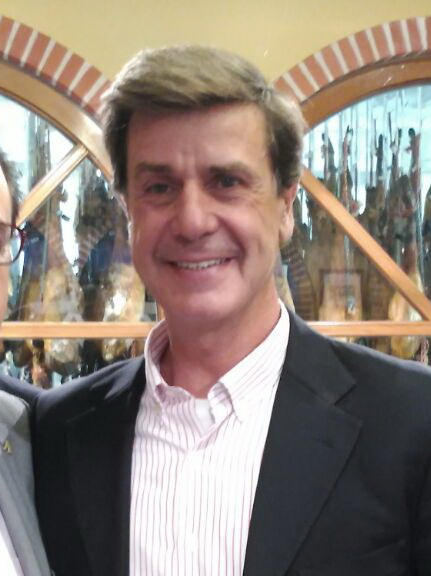
Cayetano Martínez de Irujo

- Cayetano Martínez de IrujoHípica saltos: Cayetano Martínez de Irujo, Campeón de España (2006), primer puesto en uno de los recorridos del Campeonato Mundial en Estocolmo (1990), Gran Premio de Helsinki (1993),[31] primer puesto en Roma, Gran premio de Copenhague, Gran Premio de las Naciones (Copenhague) y Concurso Nacional de Aachen (Alemania).[32][33]
- Esgrima: Manuel Pereira, Campeón del Mundo en Estados Unidos modalidad espada (1989), sexto puesto diploma olímpico por equipos en Barcelona (1992).
- Pistola Aire: Eva Suárez, una Medalla de Oro, tres Platas y un Bronce entre 1989 y 1994, además de un cuarto puesto en el Campeonato del Mundo de Milán (1994) y un quinto en el celebrado en Zurich (1989).[34]

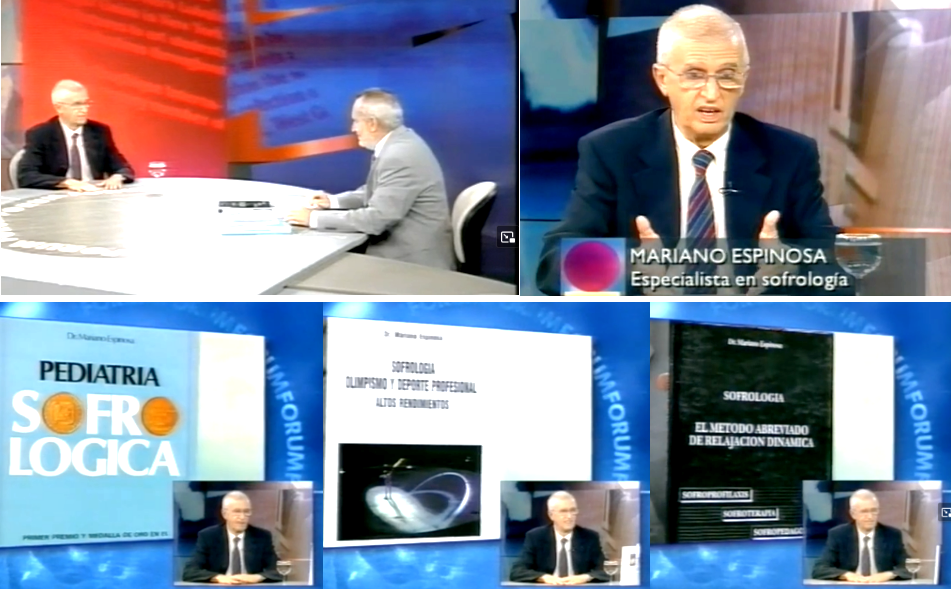
Espinosa en la Televisión Vasca (ETB2) en 2003, entrevistado por David Barbero.

Entrevistado en varias ocasiones para la prensa escrita (documentación depositada en el Archivo del Museo Vasco de Historia de la Medicina y de las Ciencias). Intervino en varios programas acreditados de radio y televisión como La Clave, en La 2; Forum, de EITB dirigido por David Barbero; Estudio abierto y Directísimo, dirigidos por José María Iñigo; Gente hoy, con Isabel Tenaille y Mari Cruz Soriano; y en la Cadena Ser, entrevistado por José Domingo Castaño, entre otros.
Las Instituciones vizcaínas como el Museo Vasco de Historia de la Medicina y de las Ciencias / Medikuntza eta Zientzia Historiaren Euskal Museoa, la Biblioteca de la Diputación Foral de Bizkaia / Bizkaiko Foru Liburutegia, la Biblioteca de Bidebarrieta (Bilbao) / Bidebarrietako Udal Liburutegia (Bilbo), la Academia de Ciencias Médicas de Bilbao / Bilboko Mediku Zientzien Akademia, y la Nabarra en el Museo Oteiza / Oteiza Museoa, cuentan en sus fondos bibliográficos con la obra escrita sobre Sofrología del Dr. Mariano Espinosa, que él mismo donó a estas instituciones.

## Distinciones
- Primer Premio y Medalla de Oro en el XIV Congreso Internacional de Pediatría. Buenos Aires, octubre 1974

## Reconocimientos
- Estudios Superiores de Sofrología. Centro Internacional de Sofrología Médica. Escuela Superior de Sofrología. Barcelona, octubre 1971
- Profesor Ad Meritum de la Escuela Internacional de Sofrología Médica. Barcelona, octubre 1977
- Presidente de la Sección-España de la Federación Mundial de Sofrología. Bogotá, marzo 1982
- Director de la Sección Española de la Fundación Escuela Internacional de Sofrología. Bogotá, marzo 1982
- II Congreso Internacional de Psicología do Desporto. Carcavelos (Portugal), noviembre 1985
- Diploma Honoris Causa en Especialidades Sofrológicas y Docencia. Fundación para el Desarrollo Integral de la Sofrología. Santa Fe de Bogotá (Colombia), noviembre 1998
- Médico especializado en Medicina Sofrológica. Colegio Oficial de Médicos de Bizkaia. Bilbao, 2005